# Severance (Kansas)
Severance – miasto położone w Hrabstwie Doniphan.